# Javier Otxoa
Javier Otxoa Palacios (Baracaldo, 30 de agosto de 1974-Alhaurín de la Torre, 24 de agosto de 2018) fue un ciclista español y deportista paralímpico.

## Biografía
Los inicios de su carrera estuvieron muy ligados a su hermano gemelo Ricardo. A los 13 años comenzó en la cantera de la Sociedad Ciclista Punta Galea. Fue varias veces campeón en las categorías inferiores, destacando la consecución de un Circuito Montañés. Tras su debut con el equipo ONCE, pasó a Kelme-Costa Blanca. El 10 de julio de 2000, en el Tour de Francia, ganó en solitario la etapa de Dax-Hautacam, por delante de Lance Armstrong.
El 15 de febrero de 2001, fue arrollado por un coche en la carretera de Cártama (Málaga), mientras entrenaba junto a su hermano, el también ciclista Ricardo Otxoa, que falleció en el accidente. Como consecuencia del mismo, Javier sufrió una parálisis cerebral. Javier siguió practicando el ciclismo. Ganó cuatro medallas en los Juegos Paralímpicos de Verano en los años 2004 y 2008. Falleció el 24 de agosto de 2018 tras una larga enfermedad.

## Medallero internacional
| Juegos Paralímpicos | Juegos Paralímpicos | Juegos Paralímpicos | Juegos Paralímpicos   |
| Año                 | Lugar               | Medalla             | Prueba                |
| ------------------- | ------------------- | ------------------- | --------------------- |
| 2004                | Atenas (Grecia)     | Medalla de oro      | Ruta/Contrarreloj CP3 |
| 2008                | Pekín (China)       | Medalla de oro      | Contrarreloj CP3      |
| 2008                | Pekín (China)       | Medalla de plata    | Ruta LC3-4/CP3        |

| Juegos Paralímpicos | Juegos Paralímpicos | Juegos Paralímpicos | Juegos Paralímpicos        |
| Año                 | Lugar               | Medalla             | Prueba                     |
| ------------------- | ------------------- | ------------------- | -------------------------- |
| 2004                | Atenas (Grecia)     | Medalla de plata    | Persecución individual CP3 |

## Palmarés

### Carretera
2000
- Una etapa del Tour de Francia
- Clásica de Ordizia

### Paralímpico
2003
- Campeonato Paralímpico de Europa

2004
- Campeonato Paralímpico Contrarreloj
- 2.º en el Campeonato Paralímpico de Persecución en Pista

2008
- Campeonato Paralímpico Contrarreloj
- 2.º en el Campeonato Paralímpico en Ruta

2009
- Campeonato Paralímpico del Mundo Contrarreloj

## Equipos

### Carretera
- Kelme-Costa Blanca (1997-2001)

### Paralímpico
- Saunier Duval[10] (2007-2008)
  - Saunier Duval-Prodir (2007)
  - Saunier Duval-Scott (2008)